# Johnny Warren
John „Johnny” Warren (ur. 17 maja 1943 w Sydney, zm. 6 listopada 2004 tamże), australijski piłkarz, trener, działacz sportowy, pisarz i dziennikarz, popularyzator piłki nożnej w Australii. Należy do Football Federation Australia – Football Hall of Fame, jest jedną z najważniejszych, jeżeli nie najważniejszą postacią w historii futbolu w Australii.
Był członkiem pierwszej australijskiej drużyny piłkarskiej która zakwalifikowała się do Mistrzostwa świata w piłce nożnej w 1974, łącznie w latach 1965–1974 wziął udział w 62 meczach reprezentacji (zdobył 9 bramek), w latach 1967–1970 był kapitanem drużyny.
Po zakończeniu kariery sportowej jako zawodnik Warren rozpoczął niestrudzoną kampanię na rzecz popularyzacji piłki nożnej w Australii, pomimo że Australia powstała jako kolonia Anglii, gdzie piłka jest i była bardzo popularna gra ta nie zyskała popularności w Australii, gdzie była często uważana za grę dla „dziewczyn, wogs czy pedałów” (wogs to w slangu australijskim pogardliwe określenie na Włochów i Greków). Taki zresztą tytuł nosiła jego książka będąca zarówno autobiografią, jak i historią piłki nożnej w Australii Sheilas, Wogs and Poofters, The Incomplete Biography of Johnny Warren & Soccer In Australia.
W 2003 Warren wyjawił, że wykryto u niego raka płuc, kilka miesięcy później prezydent FIFA Sepp Blatter odznaczył go medalem FIFA Centennial Order of Merit za zasługi dla piłki nożnej w Australii.